# استفان پتیو
استفان پتیو (فرانسوی: Stéphane Pétilleau‎؛ زادهٔ ۱۷ فوریهٔ ۱۹۷۱) دوچرخه‌سوار اهل فرانسه است.
از باشگاه‌هایی که در آن رکاب زده‌است می‌توان به تیم دوچرخه‌سواری فورتونئو–اسکارو اشاره کرد.